# Verein Deutscher Zementwerke
Der Verein Deutscher Zementwerke e.V. (VDZ) ist ein Zusammenschluss der Zement herstellenden Unternehmen in Deutschland. Aufgabe des VDZ ist die Wahrung und Förderung der gemeinsamen wirtschaftlichen Belange der deutschen Zementindustrie sowie die Förderung von Technik und Wissenschaft. Dies betrifft insbesondere die Forschung und Entwicklung auf dem Gebiet der Herstellung von Zement und weiterer hydraulischer Bindemittel sowie dessen Anwendung, z. B: in Beton und Mörtel. Hierzu unterhält der VDZ das Forschungszentrum der Zementindustrie in Düsseldorf. Darüber hinaus bringt sich der Verein für die Zementindustrie in Gremien und Normungsausschüssen ein und beteiligt sich an der Erstellung technischer Richtlinien. Gegenüber seinen Mitgliedern ist der VDZ beratend tätig. Der Vereinssitz ist Düsseldorf.

## Geschichte
Am 24. Januar 1877 schlossen sich 23 Zementwerke zum Verein Deutscher Cement-Fabrikanten zusammen. Gemeinsam setzten sie sich für die Schaffung einer Zementnorm und die Festlegung von Mindestanforderungen an die Produkteigenschaften ein. Nach internen Auseinandersetzungen über die Frage der Verwendung weiterer Hauptbestandteile im Zement wurde er 1889 in Verein Deutscher Portland-Cement-Fabrikanten umbenannt. Die während der Auseinandersetzung ausgeschlossenen Hersteller von Eisenportlandzement und Hochofenzementhersteller gründeten 1902 beziehungsweise 1913 eigene Vereine. Die drei Zementvereine unterhielten fortan eigene technisch-wissenschaftliche Einrichtungen und Labore. Erst im Jahr 1941 näherten sich die drei Vereine wieder einander an und schlossen sich zu einer Arbeitsgemeinschaft zusammen, aus der 1948 der Verein Deutscher Portland- und Hüttenzementwerke hervorging. 1952 wurde diese technisch-wissenschaftliche Vereinigung in Verein Deutscher Zementwerke umbenannt. 2012 schlossen sich schließlich der Bundesverband der Deutschen Zementindustrie e.V. (BDZ), bis dato der wirtschaftspolitische Zusammenschluss der deutschen Zementhersteller, und der VDZ zusammen.

## Schriftenreihe
- Betonprisma

## Mitglieder
- CEMEX Deutschland AG
- Deuna Zement GmbH
- Dyckerhoff GmbH
- Heidelberg Materials AG
- Holcim (Deutschland) GmbH
- Holcim (Süddeutschland) GmbH
- Märker Zement GmbH
- OPTERRA Zement GmbH
- OPTERRA Wössingen GmbH

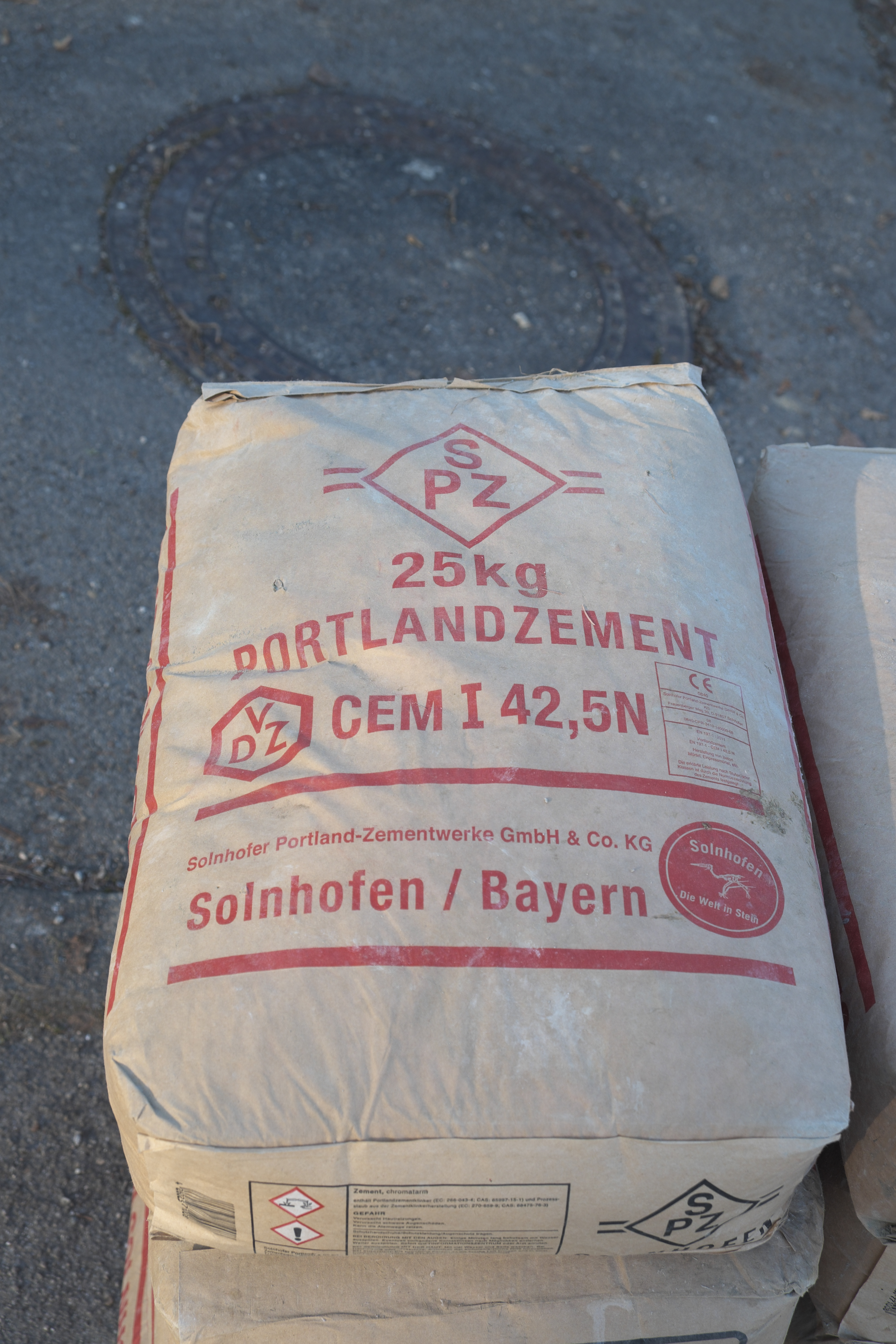
Solnhofer Portland-Zement

- PHOENIX Zementwerke Krogbeumker GmbH & Co. KG
- Portlandzementwerk Wittekind Hugo Miebach Söhne
- Portlandzementwerk "Wotan" H. Schneider KG
- SCHWENK Zement KG
- Sebald Zement GmbH
- Solnhofer Portland-Zementwerke GmbH & Co. KG
- Spenner GmbH & Co. KG
- Spenner Zementwerk Berlin GmbH & Co. KG
- Südbayerisches Portland-Zementwerk Gebr. Wiesböck & Co. GmbH

Weiterhin gehören dem VDZ e.V. fünf inländische sowie 22 ausländische Unternehmen als außerordentliche Mitglieder an.